# Томастон (Мејн)
Томастон (енгл. Thomaston) насељено је место без административног статуса у америчкој савезној држави Мејн.

## Демографија
По попису из 2010. године број становника је 1.875, што је 839 (-30,9%) становника мање него 2000. године.
| Група             | 2000.         | 2010.         |
| Белци             | 2.628 (96,8%) | 1.809 (96,5%) |
| Афроамериканци    | 22 (0,8%)     | 6 (0,3%)      |
| Азијати           | 18 (0,7%)     | 22 (1,2%)     |
| Хиспаноамериканци | 15 (0,6%)     | 10 (0,5%)     |
| Укупно            | 2.714         | 1.875         |